# Torneo Clausura 2019 (Paraguay)
El Torneo Clausura 2019 (también llamado Copa de Primera - Tigo - Visión Banco, por motivos de patrocinio comercial), denominado “Ranulfo Miranda y 100 años de la Cruz Roja Paraguaya”, fue el centésimo vigésimo primer campeonato oficial de Primera División de la Asociación Paraguaya de Fútbol (APF). Comenzó el 12 de julio y finalizó el 15 de diciembre.
El Club Olimpia se coronó campeón de manera anticipada, a falta de una fecha para la conclusión del certamen. Logró así su título número 44.° de Primera División, el cuarto en forma consecutiva tras la obtención de los torneos Apertura y Clausura 2018, y el Apertura 2019.

## Sistema de competición
Como en temporadas anteriores, el modo de disputa es el mismo bajo el sistema de todos contra todos con partidos de ida y vuelta, unos como local y otros como visitante en dos rondas de once jornadas cada una. Es campeón el equipo que acumula la mayor cantidad de puntos al término de las 22 fechas.
En caso de igualdad de puntos entre dos contendientes se define el título en un partido extra. De existir más de dos en disputa se toman en cuenta los siguientes parámetros:
1) saldo de goles.
2) mayor cantidad de goles marcados.
3) mayor cantidad de goles marcados en condición de visitante.
4) sorteo.

## Equipos participantes
El campeonato lo compiten un total de doce equipos. El único que ha disputado todas las temporadas de esta categoría (también conocida como División de Honor) es Olimpia; de manera similar, Guaraní ha participado en todas menos una, pues pidió permiso en 1912 debido a una epidemia. Por su parte, los clubes Cerro Porteño, General Díaz y Deportivo Capiatá nunca han descendido (hasta este torneo) desde sus ingresos en 1913 (el primero) y 2013 (los otros dos), respectivamente.

### Intercambios de Plazas
| Club        | Ascendidos como                   |
| ----------- | --------------------------------- |
| River Plate | Campeón de División Intermedia    |
| San Lorenzo | Subcampeón de División Intermedia |

| Club | Descendidos como                   |
| --- | ---------------------------------- |
| Archivo:Logo del Independiente Foot-Ball Club de Campo Grande, Asunción Paraguay 2024.png Independiente (CG) | Penúltimo de la Tabla de Promedios |
| 3 de febrero                                                                                                 | Último de la Tabla de Promedios    |

### Información de equipos
Listado de los equipos que disputarán el segundo torneo de la temporada. El número de equipos participantes para esta temporada son de 14, de los cuales 12 equipos son administrados por Clubes o Entidades Deportivas y 2 equipos son administrados por una Sociedad de Responsabilidad Limitada.
| Equipo                                                                                                | Ciudad         | Estadio                   | Capacidad | Fundación                | Campeonatos | Subcampeonatos | Proveedor     | Auspiciante       | A. 2019 |
| --- | -------------- | ------------------------- | --------- | ------------------------ | ----------- | -------------- | ------------- | ----------------- | ------- |
| Olimpia                                                                                               | Asunción       | Manuel Ferreira           | 23 732    | 25 de julio de 1902      | 43          | 24             | Adidas        | Tigo              | 1°      |
| Cerro Porteño                                                                                         | Asunción       | General Pablo Rojas       | 45 000    | 1 de octubre de 1912     | 32          | 33             | Nike          | Tigo              | 2°      |
| Libertad                                                                                              | Asunción       | Dr. Nicolás Leoz          | 10 100    | 30 de julio de 1905      | 20          | 21             | Nike          | Pulp              | 3°      |
| Guaraní                                                                                               | Asunción       | Rogelio Silvino Livieres  | 8 380     | 12 de octubre de 1903    | 11          | 16             | Saltarín Rojo | Tigo              | 4°      |
| Sportivo Luqueño                                                                                      | Luque          | Feliciano Cáceres         | 26 974    | 1 de mayo de 1921        | 2           | 4              | Puma          | Bristol           | 5°      |
| River Plate                                                                                           | Asunción       | Jardines del Kelito       | 6 500     | 15 de enero de 1911      | —           | 3              | Kyrios        | Nissan            | 6°      |
| San Lorenzo                                                                                           | San Lorenzo    | Gunther Vogel             | 5 000     | 17 de abril de 1930      | —           | —              | Kappa         | Ochsi             | 7°      |
| Deportivo Capiatá                                                                                     | Capiatá        | Lic. Erico Galeano        | 15 000    | 4 de septiembre de 2008  | —           | —              | Garcis        | Alpina            | 8°      |
| Archivo:Escudo actual del Club Sol de América de Asunción - Villa Elisa - Paraguay.png Sol de América | Villa Elisa    | Prof. Luis Alfonso Giagni | 11 000    | 22 de marzo de 1909      | 2           | 12             | Kyrios        | Banco Continental | 9°      |
| Nacional                                                                                              | Asunción       | Arsenio Erico             | 4 434     | 5 de junio de 1904       | 9           | 10             | Kyrios        | Banco Continental | 10°     |
| General Díaz                                                                                          | Luque          | Gral. Adrián Jara         | 4 000     | 22 de septiembre de 1917 | —           | —              | Twenty        | Banco Continental | 11°     |
| Deportivo Santaní                                                                                     | San Estanislao | Juan José Vázquez         | 4 928     | 27 de febrero de 2009    | —           | —              | Saltarín Rojo | Banco Continental | 12°     |

### Localización
Escala asuncena
Escala departamental
Resaltan en anaranjado las ciudades que conforman el Gran Asunción.
Escala nacional
La mayoría de los clubes se concentra en la capital del país. En tanto que cinco se encuentran a corta distancia en ciudades del departamento Central. Por último, uno pertenece al departamento de San Pedro. Se incluye al estadio Defensores del Chaco, propiedad de la Asociación Paraguaya de Fútbol, debido a su uso frecuente por equipos que optan oficiar ahí como locales.
- Nota: La sede social y administrativa del club Sol de América se halla en Barrio Obrero, Asunción, pero su campo de juego se ubica en Villa Elisa donde hace de local desde 1985.

| Distrito capital/Departamento | Cantidad | Equipos                                                                            |
| ----------------------------- | -------- | ---------------------------------------------------------------------------------- |
| Asunción                      | 6        | Cerro Porteño / Olimpia / Guaraní / Libertad / Nacional / River Plate              |
| Departamento Central          | 5        | General Díaz / Deportivo Capiatá / Sol de América / San Lorenzo / Sportivo Luqueño |
| Departamento de San Pedro     | 1        | Deportivo Santaní                                                                  |

## Especificaciones reglamentarias
Jugadores de extranjeros
Los equipos tienen un límite máximo de hasta cuatro jugadores extranjeros para alinear en el campo de juego.
Jugadores de categoría sub-19
De forma obligatoria, cada equipo debe incluir en la planilla oficial de todos los partidos como mínimo un (1) jugador de nacionalidad paraguaya nacido hasta 2000. Contrario a ligas de otros países, el reglamento vigente no contempla una cantidad mínima de minutos a permanecer el juvenil en cancha, por lo que el entrenador puede disponer su sustitución en cualquier momento del juego.
Acumulación de tarjetas
Un jugador al sumar su quinta amonestación deberá cumplir un partido de suspensión en la jornada siguiente.

## Cobertura televisiva
Los canales de cable Tigo Sports y Tigo Sports + emiten en directo por TV de los partidos del campeonato. Tiene la potestad de determinar los juegos a ser televisados, así como los días y horarios de los mismos, comunicando su decisión con antelación al Consejo de la División Profesional para el correspondiente anuncio de la programación de una o más jornadas. Además, semanalmente se presenta un resumen con lo mejor de cada fecha en los programas Telefútbol (por señal abierta) y Futboleros (por TV cable y satélite).
A partir del segundo semestre de 2018, dicho canal de deportes agregó una señal paralela denominada Tigo Sports + con el fin de cubrir más eventos, entre los cuales se encuentran partidos de este torneo Clausura los días sábados y lunes en vivo.

## Patrocinio
Los premios en efectivo fueron fijados en US$ 90 000 dólares para el campeón (cheques de 40 000 por parte de Tigo y 50 000 de Visión Banco). Por su parte, el subcampeón se acreditará 15 000 de la misma moneda (10 000 de Tigo y 5000 de Visión).
La compañía de telefonía celular, Tigo, y la institución bancaria, Visión Banco, son las encargadas de patrocinar todos los torneos realizados por la APF. El vínculo contractual con la primera se concretó a partir de 2008 con la celebración del torneo Apertura del mismo año. En tanto que la relación con el otro auspiciador para respaldar cada campeonato comenzó a principios de 2010.

## Entrenadores
- Actualizado el 12 de julio de 2019.

| Equipo               | Equipo            | Entrenador/es           | Fechas          |
| -------------------- | ----------------- | ----------------------- | --------------- |
| Cerro Porteño        | Cerro Porteño     | Víctor Bernay           |                 |
| Olimpia              | Olimpia           | Daniel Garnero          | 1.ª en adelante |
| Deportivo Santaní    | Deportivo Santaní | Pedro Sarabia           | 1.ª a 7.ª       |
| Deportivo Santaní    | Deportivo Santaní | Robert Gauto (Interino) | 8.ª             |
| Deportivo Santaní    | Deportivo Santaní | Mario Jara              | 9.ª en adelante |
|                      | General Díaz      | Cristian Martínez       | 1.ª en adelante |
|                      | Guaraní           | Gustavo Costas          | 1.ª en adelante |
| Libertad             | Libertad          | José Chamot             | 1.ª en adelante |
| Nacional             | Nacional          | Aldo Bobadilla          | 1.ª en adelante |
|                      | Deportivo Capiatá | Mario Jara              | 1.ª a 7.ª       |
| Héctor Marecos       | Deportivo Capiatá | 8.ª en adelante         |                 |
| River Plate          | River Plate       | Daniel Farrar           | 1.ª en adelante |
| Sportivo San Lorenzo | San Lorenzo       | Sergio Orteman          | 1.ª en adelante |
|                      | Sol de América    | Javier Sanguinetti      | 1.ª a 7.ª       |
| Pablo Escobar        | Sol de América    | 8.ª en adelante         |                 |
|                      | Sportivo Luqueño  | Roberto Torres          | 1.ª a 8.ª       |
| Hugo Centurión       | Sportivo Luqueño  | 9.ª en adelante         |                 |
| 1. 2. 3. 4.          |                   |                         |                 |

## Clasificación
| Pos. | Equipo            | Pts. | PJ | G  | E | P  | GF | GC | Dif. | Clasificación 2020                      |
| ---- | ----------------- | ---- | -- | -- | - | -- | -- | -- | ---- | --------------------------------------- |
| 1    | Olimpia           | 54   | 22 | 17 | 3 | 2  | 53 | 15 | +38  | fase de grupos de la Copa Libertadores. |
| 2    | Libertad          | 48   | 22 | 15 | 3 | 4  | 35 | 12 | +23  |                                         |
| 3    | Cerro Porteño     | 37   | 22 | 11 | 4 | 7  | 42 | 28 | +14  |                                         |
| 4    | Guaraní           | 32   | 22 | 9  | 5 | 8  | 31 | 28 | +3   |                                         |
| 5    | Sol de América    | 31   | 22 | 8  | 7 | 7  | 22 | 22 | 0    |                                         |
| 6    | Nacional          | 29   | 22 | 7  | 8 | 7  | 29 | 27 | +2   |                                         |
| 7    | General Díaz      | 25   | 22 | 6  | 7 | 9  | 27 | 32 | −5   |                                         |
| 8    | River Plate       | 24   | 22 | 6  | 6 | 10 | 18 | 24 | −6   |                                         |
| 9    | San Lorenzo       | 22   | 22 | 5  | 7 | 10 | 23 | 36 | −13  |                                         |
| 10   | Sportivo Luqueño  | 21   | 22 | 5  | 6 | 11 | 20 | 37 | −17  |                                         |
| 11   | Deportivo Capiatá | 21   | 22 | 5  | 6 | 11 | 18 | 38 | −20  |                                         |
| 12   | Deportivo Santaní | 19   | 22 | 5  | 4 | 13 | 20 | 39 | −19  |                                         |

Actualizado a los partidos jugados el 15 de diciembre de 2019.
 Fuente: [cita requerida]
Criterios de clasificación: Puntos · Diferencia de goles · Goles a favor · Play-off

### Evolución de la clasificación
| Equipo\Fecha         | Equipo\Fecha      | 01 | 02 | 03 | 04 | 05 | 06 | 07 | 08 | 09 | 10 | 11 | 12 | 13 | 14 | 15 | 16 | 17 | 18 | 19 | 20 | 21 | 22 |
| -------------------- | ----------------- | -- | -- | -- | -- | -- | -- | -- | -- | -- | -- | -- | -- | -- | -- | -- | -- | -- | -- | -- | -- | -- | -- |
| Olimpia              | Olimpia           | 1  | 1  | 1  | 2  | 1  | 2  | 1  | 1  | 1  | 1  | 1  | 1  | 1  | 1  | 1  | 1  | 1  | 1  | 1  | 1  | 1  | 1  |
| Cerro Porteño        | Cerro Porteño     | 2  | 2  | 3  | 3  | 3  | 3  | 3  | 3  | 4  | 4  | 4  | 4  | 4  | 4  | 3  | 3  | 3  | 3  | 3  | 3  | 3  | 3  |
| Libertad             | Libertad          | 5  | 3  | 2  | 1  | 2  | 1  | 2  | 2  | 2  | 2  | 2  | 2  | 2  | 2  | 2  | 2  | 2  | 2  | 2  | 2  | 2  | 2  |
| Guaraní              | Guaraní           | 10 | 11 | 12 | 12 | 11 | 7  | 5  | 4  | 3  | 3  | 3  | 3  | 3  | 3  | 4  | 4  | 4  | 4  | 4  | 4  | 4  | 4  |
| Sol de América       | Sol de América    | 6  | 5  | 7  | 6  | 9  | 10 | 10 | 7  | 7  | 6  | 8  | 6  | 5  | 6  | 6  | 6  | 5  | 5  | 5  | 5  | 5  | 5  |
| River Plate          | River Plate       | 3  | 4  | 6  | 8  | 8  | 9  | 9  | 10 | 9  | 8  | 7  | 8  | 10 | 10 | 11 | 10 | 6  | 6  | 7  | 6  | 7  | 8  |
| Nacional             | Nacional          | 7  | 10 | 10 | 10 | 5  | 5  | 7  | 8  | 6  | 5  | 5  | 5  | 6  | 5  | 5  | 5  | 9  | 9  | 6  | 7  | 6  | 6  |
| Sportivo San Lorenzo | San Lorenzo       | 8  | 6  | 4  | 4  | 4  | 4  | 6  | 6  | 8  | 9  | 10 | 11 | 11 | 11 | 9  | 11 | 8  | 8  | 9  | 9  | 10 | 9  |
| Sportivo Luqueño     | Sportivo Luqueño  | 9  | 12 | 8  | 9  | 10 | 11 | 11 | 11 | 12 | 11 | 11 | 12 | 12 | 12 | 12 | 12 | 12 | 12 | 11 | 12 | 12 | 10 |
| General Díaz         | General Díaz      | 12 | 8  | 9  | 7  | 7  | 6  | 4  | 5  | 5  | 7  | 6  | 7  | 8  | 8  | 7  | 7  | 7  | 7  | 8  | 8  | 8  | 7  |
| Deportivo Capiatá    | Deportivo Capiatá | 4  | 7  | 5  | 5  | 6  | 8  | 8  | 9  | 10 | 12 | 12 | 10 | 9  | 7  | 8  | 9  | 11 | 11 | 12 | 11 | 9  | 11 |
| Deportivo Santaní    | Deportivo Santaní | 11 | 9  | 11 | 11 | 12 | 12 | 12 | 12 | 11 | 10 | 9  | 9  | 7  | 9  | 10 | 8  | 10 | 10 | 10 | 10 | 11 | 12 |

|  |                             |
|  | Líder                       |
|  | Con un partido pendiente    |
|  | Con dos partidos pendientes |

- Fuente: Tigo Sports.[7]

### Tabla de goleadores
| Pos | Equipo         | Jugador                      | Nac.                 | Goles | Jugada | Cabeza | T. Libre | Penal |
| --- | -------------- | ---------------------------- | -------------------- | ----- | ------ | ------ | -------- | ----- |
| 1   | Olimpia        | Roque L. Santa Cruz Cantero  | Bandera de Paraguay  | 15    | 10     | 5      | 0        | 0     |
| 2   | Libertad       | Antonio Bareiro              | Bandera de Paraguay  | 10    | 9      | 1      | 0        | 2     |
| 3   | S. Luqueño     | Santiago Salcedo             | Bandera de Paraguay  | 9     | 5      | 1      | 1        | 2     |
| 4   | Olimpia        | Brian G. Montenegro Benítez  | Bandera de Paraguay  | 8     | 6      | 2      | 0        | 0     |
| 5   | Guaraní        | Fernando F. Fernández Acosta | Bandera de Paraguay  | 7     | 3      | 4      | 0        | 0     |
| 6   | Cerro Porteño  | Diego Churín Puyo            | Bandera de Argentina | 6     | 5      | 1      | 0        | 0     |
| 7   | Cerro Porteño  | Nelson Haedo                 | Bandera de Paraguay  | 6     | 3      | 1      | 0        | 2     |
| 8   | Cerro Porteño  | Oscar R. Ruíz Roa            | Bandera de Paraguay  | 6     | 5      | 1      | 0        | 0     |
| 9   | Guaraní        | José M. Ortigoza Ortíz       | Bandera de Paraguay  | 6     | 6      | 0      | 0        | 0     |
| 10  | Nacional       | Leonardo A. Villagra Enciso  | Bandera de Paraguay  | 6     | 5      | 0      | 0        | 1     |
| 11  | Olimpia        | Alejandro D. Silva González  |                      | 6     | 2      | 0      | 0        | 4     |
| 12  | Olimpia        | Nestor A. Camacho Ledesma    |                      | 6     | 5      | 1      | 0        | 0     |
| 13  | Cerro Porteño  | Federico G. Carrizo          |                      | 5     | 3      | 0      | 2        | 0     |
| 14  | Cerro Porteño  | Joaquín O. Larrivey          |                      | 5     | 3      | 1      | 0        | 1     |
| 15  | Gral. Diaz     | Enzo D. Giménez              |                      | 5     | 2      | 1      | 1        | 1     |
| 16  | Libertad       | Edgar Benítez                |                      | 5     | 3      | 1      | 0        | 1     |
| 17  |                | Iván R. Franco Diaz          |                      | 5     | 4      | 1      | 0        | 0     |
| 18  | S. San Lorenzo | Alejandro D. Toledo          |                      | 5     | 3      | 0      | 0        | 2     |
| 19  | Sol de América | Federico Jourdan             | Bandera de Argentina | 5     | 5      | 0      | 0        | 0     |

- Fuente: Tigo Sports.[7]

## Autogoles
- Actualizado el 16 de agosto de 2019.

| Fecha | Nac.                | Jugador         | Goles | Equipo               | Resultado | Rival                |
| ----- | ------------------- | --------------- | ----- | -------------------- | --------- | -------------------- |
| 2     | Bandera de Paraguay | Eduardo Aranda  | 1     | Deportivo Capiatá    | 0 - 3     | Cerro Porteño        |
| 2     | Bandera de Paraguay | Enzo Villamayor | 1     | Sportivo Luqueño     | 1 - 3     | Sportivo San Lorenzo |
| 2     | Bandera de Paraguay | Juan Ojeda      | 1     | Sportivo Luqueño     | 1 - 3     | Sportivo San Lorenzo |
| 4     | Bandera de Paraguay | Marcos Cáceres  | 1     | Cerro Porteño        | 2 - 2     | Guaraní              |
| 6     | Bandera de Paraguay | Derlis Orué     | 1     | Sportivo San Lorenzo | 1 - 1     | General Díaz         |

## Resultados
- Actualizado el 14 de diciembre de 2019.

| Local\Visitante      | Local\Visitante | Olimpia | Libertad | Guaraní |     | Cerro Porteño | Deportivo Santaní | Nacional |     | River Plate | Sportivo San Lorenzo |     |     |
| -------------------- | --------------- | ------- | -------- | ------- | --- | ------------- | ----------------- | -------- | --- | ----------- | -------------------- | --- | --- |
| Olimpia              | OLI             |         | 2-1      | 2-2     | 2-0 | 4-2           | 4-0               | 3-0      | 1-0 | 2-1         | 4-1                  | 2-0 | 3-1 |
| Libertad             | LIB             | 2-0     |          | 1-0     | 3-1 | 2-1           | 2-0               | 2-0      | 2-0 | 2-1         | 3-0                  | 1-0 | 0-0 |
| Guaraní              | GUA             | 1-1     | 1-1      |         | 5-0 | 1-2           | 2-1               | 0-5      | 2-1 | 1-3         | 3-1                  | 0-1 | 1-3 |
|                      | CGD             | 1-4     | 1-0      | 0-3     |     | 2-2           | 0-1               | 1-1      | 3-1 | 1-1         | 1-1                  | 0-3 | 3-0 |
| Cerro Porteño        | CCP             | 0-0     | 1-3      | 2-2     | 2-4 |               | 4-0               | 5-0      | 3-0 | 2-0         | 2-0                  | 1-0 | 1-2 |
| Deportivo Santaní    | CDS             | 0-1     | 1-0      | 2-1     | 1-1 | 0-2           |                   | 3-1      | 1-2 | 0-1         | 1-1                  | 1-1 | 2-3 |
| Nacional             | NAC             | 1-3     | 1-0      | 0-2     | 0-0 | 1-1           | 4-0               |          | 3-0 | 1-1         | 4-2                  | 0-0 | 1-1 |
|                      | CAP             | 0-6     | 1-1      | 1-2     | 0-2 | 3-2           | 3-1               | 0-0      |     | 0-1         | 1-1                  | 0-4 | 1-0 |
| River Plate          | ARP             | 0-1     | 0-2      | 0-1     | 1-0 | 1-2           | 1-0               | 0-1      | 1-1 |             | 0-0                  | 2-2 | 1-1 |
| Sportivo San Lorenzo | SSL             | 1-4     | 0-1      | 0-0     | 1-1 | 2-1           | 3-2               | 0-3      | 1-1 | 2-0         |                      | 1-2 | 2-0 |
|                      | SOL             | 0-4     | 0-1      | 0-1     | 1-0 | 0-2           | 2-2               | 2-1      | 1-1 | 1-0         | 1-0                  |     | 2-2 |
|                      | CSL             | 1-0     | 1-5      | 1-0     | 0-5 | 1-2           | 0-1               | 1-1      | 0-1 | 1-2         | 1-3                  | 0-0 |     |

|  |                    |
|  | Victoria local     |
|  | Empate             |
|  | Victoria visitante |

## Calendario

### Primera rueda
| Fecha 1              | Fecha 1   | Fecha 1          | Fecha 1                  | Fecha 1     | Fecha 1 |
| Local                | Resultado | Visitante        | Estadio                  | Día         | Hora    |
| -------------------- | --------- | ---------------- | ------------------------ | ----------- | ------- |
| Deportivo Capiatá    | 1 - 0     | Sportivo Luqueño | Erico Galeano            | 12 de julio | 17:00   |
| Guaraní              | 1 - 3     | River Plate      | Rogelio Silvino Livieres | 12 de julio | 19:00   |
| Deportivo Santaní    | 0 - 2     | Cerro Porteño    | Antonio Aranda           | 13 de julio | 16:00   |
| Sol de América       | 2 - 1     | Nacional         | Luis Alfonso Giagni      | 13 de julio | 18:30   |
| Sportivo San Lorenzo | 0 - 1     | Libertad         | Gunther Vogel            | 14 de julio | 15:00   |
| General Díaz         | 1 - 4     | Olimpia          | Defensores del Chaco     | 14 de julio | 17:30   |

| Fecha 2           | Fecha 2   | Fecha 2              | Fecha 2              | Fecha 2     | Fecha 2 |
| Local             | Resultado | Visitante            | Estadio              | Día         | Hora    |
| ----------------- | --------- | -------------------- | -------------------- | ----------- | ------- |
| Nacional          | 1 - 3     | Olimpia              | Defensores del Chaco | 19 de julio | 18:15   |
| Cerro Porteño     | 3 - 0     | Deportivo Capiatá    | General Pablo Rojas  | 20 de julio | 16:00   |
| Libertad          | 1 - 0     | Guaraní              | Dr. Nicolás Leoz     | 20 de julio | 18:30   |
| Deportivo Santaní | 1 - 1     | General Díaz         | Juan José Vázquez    | 21 de julio | 15:00   |
| River Plate       | 2 - 2     | Sol de América       | Jardines del Kelito  | 21 de julio | 17:30   |
| Sportivo Luqueño  | 1 - 3     | Sportivo San Lorenzo | Luis Alfonso Giagni  | 22 de julio | 19:00   |

| Fecha 3              | Fecha 3   | Fecha 3           | Fecha 3              | Fecha 3     | Fecha 3 |
| Local                | Resultado | Visitante         | Estadio              | Día         | Hora    |
| -------------------- | --------- | ----------------- | -------------------- | ----------- | ------- |
| General Díaz         | 1 - 1     | Nacional          | Gunther Vogel        | 26 de julio | 19:00   |
| Deportivo Capiatá    | 3 - 1     | Deportivo Santaní | Erico Galeano        | 27 de julio | 15:30   |
| Olimpia              | 2 - 1     | River Plate       | Manuel Ferreira      | 27 de julio | 18:00   |
| Guaraní              | 1 - 3     | Sportivo Luqueño  | Rogelio Livieres     | 28 de julio | 15:30   |
| Sportivo San Lorenzo | 2 - 1     | Cerro Porteño     | Defensores del Chaco | 28 de julio | 18:00   |
| Sol de América       | 0 - 1     | Libertad          | Luis Alfonso Giagni  | 29 de julio | 17:00   |

| Fecha 4           | Fecha 4   | Fecha 4              | Fecha 4              | Fecha 4     | Fecha 4 |
| Local             | Resultado | Visitante            | Estadio              | Día         | Hora    |
| ----------------- | --------- | -------------------- | -------------------- | ----------- | ------- |
| Deportivo Capiatá | 0 - 2     | General Díaz         | Erico Galeano        | 2 de agosto | 19:00   |
| Deportivo Santaní | 1 - 1     | Sportivo San Lorenzo | Juan José Vázquez    | 3 de agosto | 15:30   |
| River Plate       | 0 - 1     | Nacional             | Jardines del Kelito  | 3 de agosto | 18:00   |
| Sportivo Luqueño  | 0 - 0     | Sol de América       | Dr. Nicolás Leoz     | 4 de agosto | 15:30   |
| Cerro Porteño     | 2 - 2     | Guaraní              | General Pablo Rojas  | 4 de agosto | 18:00   |
| Libertad          | 2 - 0     | Olimpia              | Defensores del Chaco | 5 de agosto | 19:15   |

| Fecha 5              | Fecha 5   | Fecha 5           | Fecha 5             | Fecha 5      | Fecha 5 |
| Local                | Resultado | Visitante         | Estadio             | Día          | Hora    |
| -------------------- | --------- | ----------------- | ------------------- | ------------ | ------- |
| Nacional             | 1 - 0     | Libertad          | Arsenio Erico       | 9 de agosto  | 17:30   |
| General Díaz         | 1 - 1     | River Plate       | Adrián Jara         | 9 de agosto  | 20:00   |
| Sportivo San Lorenzo | 1 - 1     | Deportivo Capiatá | Gunther Vogel       | 10 de agosto | 16:00   |
| Sol de América       | 0 - 2     | Cerro Porteño     | Luis Alfonso Giagni | 10 de agosto | 18:30   |
| Olimpia              | 3 - 1     | Sportivo Luqueño  | Manuel Ferreira     | 11 de agosto | 16:00   |
| Guaraní              | 2 - 1     | Deportivo Santaní | Rogelio Livieres    | 11 de agosto | 18:30   |

| Fecha 6              | Fecha 6   | Fecha 6        | Fecha 6             | Fecha 6      | Fecha 6 |
| Local                | Resultado | Visitante      | Estadio             | Día          | Hora    |
| -------------------- | --------- | -------------- | ------------------- | ------------ | ------- |
| Sportivo Luqueño     | 1 - 1     | Nacional       | Ricardo Gregor      | 16 de agosto | 16:00   |
| Sportivo San Lorenzo | 1 - 1     | General Díaz   | Gunther Vogel       | 16 de agosto | 18:30   |
| Cerro Porteño        | 0 - 0     | Olimpia        | General Pablo Rojas | 17 de agosto | 15:30   |
| Deportivo Santaní    | 1 - 1     | Sol de América | Juan José Vázquez   | 17 de agosto | 18:30   |
| Deportivo Capiatá    | 1 - 2     | Guaraní        | Erico Galeano       | 18 de agosto | 16:00   |
| Libertad             | 2 - 1     | River Plate    | Dr. Nicolás Leoz    | 18 de agosto | 18:30   |

| Fecha 7        | Fecha 7   | Fecha 7              | Fecha 7             | Fecha 7      | Fecha 7 |
| Local          | Resultado | Visitante            | Estadio             | Día          | Hora    |
| -------------- | --------- | -------------------- | ------------------- | ------------ | ------- |
| River Plate    | 1 - 1     | Sportivo Luqueño     | Jardines del Kelito | 23 de agosto | 19:00   |
| Sol de América | 1 - 1     | Deportivo Capiatá    | Luis Alfonso Giagni | 24 de agosto | 16:00   |
| Guaraní        | 3 - 1     | Sportivo San Lorenzo | Rogelio Livieres    | 24 de agosto | 18:30   |
| General Díaz   | 1 - 0     | Libertad             | Adrián Jara         | 25 de agosto | 16:00   |
| Olimpia        | 4 - 0     | Deportivo Santaní    | Manuel Ferreira     | 25 de agosto | 18:30   |
| Nacional       | 1 - 1     | Cerro Porteño        | Arsenio Erico       | 26 de agosto | 19:00   |

| Fecha 8              | Fecha 8   | Fecha 8        | Fecha 8              | Fecha 8         | Fecha 8 |
| Local                | Resultado | Visitante      | Estadio              | Día             | Hora    |
| -------------------- | --------- | -------------- | -------------------- | --------------- | ------- |
| Sportivo Luqueño     | 1 - 5     | Libertad       | Defensores del Chaco | 30 de agosto    | 16:30   |
| Deportivo Capiatá    | 0 - 6     | Olimpia        | Erico Galeano        | 30 de agosto    | 18:45   |
| Deportivo Santaní    | 3 - 1     | Nacional       | Juan José Vázquez    | 31 de agosto    | 18:00   |
| Sportivo San Lorenzo | 1 - 2     | Sol de América | Gunther Vogel        | 1 de septiembre | 16:00   |
| Guaraní              | 5 - 0     | General Díaz   | Rogelio Livieres     | 1 de septiembre | 18:30   |
| Cerro Porteño        | 2 - 0     | River Plate    | General Pablo Rojas  | 2 de septiembre | 19:00   |

| Fecha 9        | Fecha 9   | Fecha 9              | Fecha 9             | Fecha 9          | Fecha 9 |
| Local          | Resultado | Visitante            | Estadio             | Día              | Hora    |
| -------------- | --------- | -------------------- | ------------------- | ---------------- | ------- |
| General Díaz   | 3 - 0     | Sportivo Luqueño     | Adrián Jara         | 13 de septiembre | 16:30   |
| River Plate    | 1 - 0     | Deportivo Santaní    | Jardines del Kelito | 13 de septiembre | 18:45   |
| Libertad       | 2 - 1     | Cerro Porteño        | Nicolás Leoz        | 14 de septiembre | 16:00   |
| Sol de América | 0 - 1     | Guaraní              | Luis Alfonso Giagni | 14 de septiembre | 18:30   |
| Nacional       | 3 - 0     | Deportivo Capiatá    | Arsenio Erico       | 15 de septiembre | 16:00   |
| Olimpia        | 4 - 1     | Sportivo San Lorenzo | Manuel Ferreira     | 15 de septiembre | 18:30   |

| Fecha 10             | Fecha 10  | Fecha 10         | Fecha 10            | Fecha 10         | Fecha 10 |
| Local                | Resultado | Visitante        | Estadio             | Día              | Hora     |
| -------------------- | --------- | ---------------- | ------------------- | ---------------- | -------- |
| Deportivo Capiatá    | 0 - 1     | River Plate      | Erico Galeano       | 20 de septiembre | 17:15    |
| Sportivo San Lorenzo | 0 - 3     | Nacional         | Gunther Vogel       | 20 de septiembre | 19:30    |
| Deportivo Santaní    | 1 - 0     | Libertad         | Juan José Vázquez   | 21 de septiembre | 16:30    |
| Guaraní              | 1 - 1     | Olimpia          | Rogelio Livieres    | 21 de septiembre | 19:00    |
| Sol de América       | 1 - 0     | General Díaz     | Luis Alfonso Giagni | 22 de septiembre | 16:30    |
| Cerro Porteño        | 1 - 2     | Sportivo Luqueño | General Pablo Rojas | 22 de septiembre | 19:00    |

| Fecha 11         | Fecha 11  | Fecha 11             | Fecha 11             | Fecha 11         | Fecha 11 |
| Local            | Resultado | Visitante            | Estadio              | Día              | Hora     |
| ---------------- | --------- | -------------------- | -------------------- | ---------------- | -------- |
| River Plate      | 0 - 0     | Sportivo San Lorenzo | Jardines del Kelito  | 24 de septiembre | 18:00    |
| Nacional         | 0 - 2     | Guaraní              | Arsenio Erico        | 24 de septiembre | 20:00    |
| Libertad         | 2 - 0     | Deportivo Capiatá    | Nicolás Leoz         | 25 de septiembre | 18:00    |
| Olimpia          | 2 - 0     | Sol de América       | Manuel Ferreira      | 25 de septiembre | 20:00    |
| Sportivo Luqueño | 0 - 1     | Deportivo Santaní    | Defensores del Chaco | 26 de septiembre | 18:00    |
| General Díaz     | 2 - 2     | Cerro Porteño        | Adrián Jara          | 26 de septiembre | 20:00    |

### Segunda rueda
| Fecha 12         | Fecha 12  | Fecha 12             | Fecha 12            | Fecha 12         | Fecha 12 |
| Local            | Resultado | Visitante            | Estadio             | Día              | Hora     |
| ---------------- | --------- | -------------------- | ------------------- | ---------------- | -------- |
| River Plate      | 0 - 1     | Guaraní              | Jardines del Kelito | 28 de septiembre | 18:00    |
| Nacional         | 0 - 0     | Sol de América       | Arsenio Erico       | 28 de septiembre | 20:10    |
| Olimpia          | 2 - 0     | General Díaz         | Manuel Ferreira     | 29 de septiembre | 17:45    |
| Libertad         | 3 - 0     | Sportivo San Lorenzo | Nicolás Leoz        | 29 de septiembre | 19:45    |
| Sportivo Luqueño | 0 - 1     | Deportivo Capiatá    | Adrián Jara         | 30 de septiembre | 18:00    |
| Cerro Porteño    | 4 - 0     | Deportivo Santaní    | General Pablo Rojas | 30 de septiembre | 20:00    |

| Fecha 13             | Fecha 13  | Fecha 13          | Fecha 13            | Fecha 13     | Fecha 13 |
| Local                | Resultado | Visitante         | Estadio             | Día          | Hora     |
| -------------------- | --------- | ----------------- | ------------------- | ------------ | -------- |
| Guaraní              | 1 - 1     | Libertad          | Rogelio Livieres    | 4 de octubre | 20:00    |
| Deportivo Capiatá    | 3 - 2     | Cerro Porteño     | Erico Galeano       | 5 de octubre | 18:00    |
| Olimpia              | 3 - 0     | Nacional          | Manuel Ferreira     | 5 de octubre | 20:10    |
| General Díaz         | 0 - 1     | Deportivo Santaní | Adrián Jara         | 6 de octubre | 17:00    |
| Sol de América       | 1 - 0     | River Plate       | Luis Alfonso Giagni | 6 de octubre | 19:00    |
| Sportivo San Lorenzo | 2 - 0     | Sportivo Luqueño  | Gunther Vogel       | 7 de octubre | 20:00    |

| Fecha 14          | Fecha 14  | Fecha 14             | Fecha 14            | Fecha 14      | Fecha 14 |
| Local             | Resultado | Visitante            | Estadio             | Día           | Hora     |
| ----------------- | --------- | -------------------- | ------------------- | ------------- | -------- |
| Nacional          | 0 - 0     | General Díaz         | Arsenio Erico       | 18 de octubre | 20:00    |
| Libertad          | 1 - 0     | Sol de América       | Dr. Nicolás Leoz    | 19 de octubre | 18:10    |
| River Plate       | 0 - 1     | Olimpia              | Jardines del Kelito | 19 de octubre | 20:15    |
| Cerro Porteño     | 2 - 0     | Sportivo San Lorenzo | General Pablo Rojas | 20 de octubre | 17:45    |
| Sportivo Luqueño  | 1 - 0     | Guaraní              | Adrián Jara         | 20 de octubre | 19:45    |
| Deportivo Santaní | 1 - 2     | Deportivo Capiatá    | Juan José Vázquez   | 21 de octubre | 19:00    |

| Fecha 15             | Fecha 15  | Fecha 15          | Fecha 15            | Fecha 15      | Fecha 15 |
| Local                | Resultado | Visitante         | Estadio             | Día           | Hora     |
| -------------------- | --------- | ----------------- | ------------------- | ------------- | -------- |
| Sol de América       | 2 - 2     | Sportivo Luqueño  | Luis Alfonso Giagni | 25 de octubre | 18:00    |
| Nacional             | 1 - 1     | River Plate       | Arsenio Erico       | 25 de octubre | 20:00    |
| General Díaz         | 3 - 1     | Deportivo Capiatá | Adrián Jara         | 26 de octubre | 18:10    |
| Guaraní              | 1 - 2     | Cerro Porteño     | Rogelio Livieres    | 26 de octubre | 20:15    |
| Sportivo San Lorenzo | 3 - 2     | Deportivo Santaní | Gunther Vogel       | 27 de octubre | 17:45    |
| Olimpia              | 2 - 1     | Libertad          | Manuel Ferreira     | 27 de octubre | 19:45    |

| Fecha 16          | Fecha 16  | Fecha 16             | Fecha 16             | Fecha 16       | Fecha 16 |
| Local             | Resultado | Visitante            | Estadio              | Día            | Hora     |
| ----------------- | --------- | -------------------- | -------------------- | -------------- | -------- |
| Deportivo Santaní | 0 - 0     | Guaraní              | Juan José Vázquez    | 31 de octubre  | 18:00    |
| Deportivo Capiatá | 1 - 1     | Sportivo San Lorenzo | Erico Galeano        | 31 de octubre  | 20:00    |
| Cerro Porteño     | 1 - 0     | Sol de América       | Defensores del Chaco | 1 de noviembre | 18:00    |
| Libertad          | 2 - 0     | Nacional             | Nicolás Leoz         | 1 de noviembre | 20:00    |
| River Plate       | 1 - 0     | General Díaz         | Jardines del Kelito  | 2 de noviembre | 18:00    |
| Sportivo Luqueño  | 1 - 0     | Olimpia              | Defensores del Chaco | 3 de noviembre | 18:30    |

| Fecha 17       | Fecha 17  | Fecha 17             | Fecha 17            | Fecha 17        | Fecha 17 |
| Local          | Resultado | Visitante            | Estadio             | Día             | Hora     |
| -------------- | --------- | -------------------- | ------------------- | --------------- | -------- |
| General Díaz   | 1 - 1     | Sportivo San Lorenzo | Adrián Jara         | 22 de noviembre | 18:00    |
| Sol de América | 2 - 2     | Deportivo Santaní    | Luis Alfonso Giagni | 22 de noviembre | 20:00    |
| River Plate    | 0 - 2     | Libertad             | Jardines del Kelito | 23 de noviembre | 18:00    |
| Nacional       | 1 - 1     | Sportivo Luqueño     | Arsenio Erico       | 23 de noviembre | 20:00    |
| Olimpia        | 4 - 2     | Cerro Porteño        | Manuel Ferreira     | 24 de noviembre | 17:00    |
| Guaraní        | 2 - 1     | Deportivo Capiatá    | Rogelio Livieres    | 24 de noviembre | 19:30    |

| Fecha 18             | Fecha 18  | Fecha 18       | Fecha 18             | Fecha 18        | Fecha 18 |
| Local                | Resultado | Visitante      | Estadio              | Día             | Hora     |
| -------------------- | --------- | -------------- | -------------------- | --------------- | -------- |
| Sportivo San Lorenzo | 0 - 0     | Guaraní        | Gunther Vogel        | 10 de noviembre | 17:30    |
| Cerro Porteño        | 5 - 0     | Nacional       | Defensores del Chaco | 10 de noviembre | 19:30    |
| Libertad             | 3 - 1     | General Díaz   | Nicolás Leoz         | 11 de noviembre | 18:00    |
| Deportivo Santaní    | 0 - 1     | Olimpia        | Juan José Vázquez    | 11 de noviembre | 20:00    |
| Sportivo Luqueño     | 1 - 2     | River Plate    | Adrián Jara          | 12 de noviembre | 18:00    |
| Deportivo Capiatá    | 0 - 4     | Sol de América | Erico Galeano        | 12 de noviembre | 20:00    |

| Fecha 19       | Fecha 19  | Fecha 19             | Fecha 19             | Fecha 19        | Fecha 19 |
| Local          | Resultado | Visitante            | Estadio              | Día             | Hora     |
| -------------- | --------- | -------------------- | -------------------- | --------------- | -------- |
| Nacional       | 4 - 0     | Deportivo Santaní    | Defensores del Chaco | 26 de noviembre | 18:00    |
| Libertad       | 0 - 0     | Sportivo Luqueño     | Nicolás Leoz         | 27 de noviembre | 18:00    |
| Sol de América | 1 - 0     | Sportivo San Lorenzo | Luis Alfonso Giagni  | 27 de noviembre | 18:00    |
| River Plate    | 1 - 2     | Cerro Porteño        | Jardines del Kelito  | 27 de noviembre | 20:00    |
| General Díaz   | 0 - 3     | Guaraní              | Adrián Jara          | 28 de noviembre | 18:00    |
| Olimpia        | 1 - 0     | Deportivo Capiatá    | Manuel Ferreira      | 28 de noviembre | 20:00    |

| Fecha 20             | Fecha 20  | Fecha 20       | Fecha 20             | Fecha 20        | Fecha 20 |
| Local                | Resultado | Visitante      | Estadio              | Día             | Hora     |
| -------------------- | --------- | -------------- | -------------------- | --------------- | -------- |
| Deportivo Santaní    | 0 - 1     | River Plate    | Juan José Vázquez    | 30 de noviembre | 20:00    |
| Guaraní              | 0 - 1     | Sol de América | Rogelio Livieres     | 1 de diciembre  | 18:00    |
| Sportivo San Lorenzo | 1 - 4     | Olimpia        | Defensores del Chaco | 1 de diciembre  | 20:00    |
| Cerro Porteño        | 1 - 3     | Libertad       | General Pablo Rojas  | 1 de diciembre  | 20:00    |
| Deportivo Capiatá    | 0 - 0     | Nacional       | Erico Galeano        | 2 de diciembre  | 18:00    |
| Sportivo Luqueño     | 0 - 5     | General Díaz   | Luis Alfonso Giagni  | 3 de diciembre  | 20:00    |

| Fecha 21         | Fecha 21  | Fecha 21             | Fecha 21             | Fecha 21       | Fecha 21 |
| Local            | Resultado | Visitante            | Estadio              | Día            | Hora     |
| ---------------- | --------- | -------------------- | -------------------- | -------------- | -------- |
| Libertad         | 2 - 0     | Deportivo Santaní    | Dr. Nicolás Leoz     | 8 de diciembre | 19:00    |
| Olimpia (C)      | 2 - 2     | Guaraní              | Manuel Ferreira      | 8 de diciembre | 19:00    |
| General Díaz     | 0 - 3     | Sol de América       | Adrián Jara          | 9 de diciembre | 19:30    |
| River Plate      | 1 - 1     | Deportivo Capiatá    | Jardines del Kelito  | 9 de diciembre | 19:30    |
| Sportivo Luqueño | 1 - 2     | Cerro Porteño        | Defensores del Chaco | 9 de diciembre | 19:30    |
| Nacional         | 4 - 2     | Sportivo San Lorenzo | Arsenio Erico        | 9 de diciembre | 19:30    |

| Fecha 22             | Fecha 22  | Fecha 22         | Fecha 22             | Fecha 22        | Fecha 22 |
| Local                | Resultado | Visitante        | Estadio              | Día             | Hora     |
| -------------------- | --------- | ---------------- | -------------------- | --------------- | -------- |
| Sol de América       | 0 - 4     | Olimpia          | Defensores del Chaco | 14 de diciembre | 18:00    |
| Cerro Porteño        | 2 - 4     | General Díaz     | General Pablo Rojas  | 15 de diciembre | 18:00    |
| Deportivo Santaní    | 2 - 3     | Sportivo Luqueño | Juan José Vázquez    | 15 de diciembre | 18:00    |
| Deportivo Capiatá    | 1 - 1     | Libertad         | Erico Galeano        | 15 de diciembre | 18:00    |
| Sportivo San Lorenzo | 2 - 0     | River Plate      | Gunther Vogel        | 15 de diciembre | 18:00    |
| Guaraní              | 0 - 5     | Nacional         | Rogelio Livieres     | 15 de diciembre | 18:00    |

## Campeón
|                     |
| Olimpia 44.° título |

## Clasificación para copas internacionales

### Puntaje acumulado
El puntaje acumulado es el que obtiene cada equipo al sumar los torneos Apertura y Clausura de 2019. Al cierre de temporada se definirá a los representantes de la APF en los torneos de Conmebol en 2020.
- Para la Copa Libertadores 2020 clasifican 4: los campeones del Apertura y Clausura, ordenados según sus posiciones finales en la tabla;[8] y los mejores colocados, sin contar a los mencionados anteriormente.[8] Si el mismo club repitiera el título logra automáticamente el primer cupo, otorgando los restantes a los finalizados en segundo, tercer y cuarto lugar.[8] Los dos mejores acceden a la fase de grupos, el tercero ingresa desde la fase preclasificatoria 2 y el cuarto lo hace a partir de la fase preclasificatoria 1.[8]

- Para la Copa Sudamericana 2020 clasifican 3: los tres primeros colocados, excluyendo a los clasificados para la Copa Libertadores. Surgió un cuarto club clasificado en esta tabla, al no arrojar ninguno la Copa Paraguay 2019.

Para ambos torneos se define en un partido extra en caso de paridad de puntos entre dos equipos que pugnen por un cupo. Si la igualdad se produce entre tres o más, se toma en cuenta la diferencia de goles. De igualar en puntos dos clubes que ya lograron su clasificación para el mismo certamen se dirime la posición final de cada uno mediante sorteo. Los campeones del Apertura y Clausura aseguran su participación en la Libertadores como Paraguay 1 o 2, sin depender de la posición que ocuparon en esta tabla.
- Actualizado el 15 de diciembre de 2019.

| Pos. | Equipo               | Equipo            | PJ | PG | PE | PP | GF  | GC | DG  | Pts. | Clasificado a                               |
| ---- | -------------------- | ----------------- | -- | -- | -- | -- | --- | -- | --- | ---- | ------------------------------------------- |
| 1    | Olimpia              | Olimpia           | 44 | 33 | 9  | 2  | 114 | 32 | 82  | 108  | Fase de grupos de la Copa Libertadores 2020 |
| 2    | Libertad             | Libertad          | 44 | 26 | 7  | 11 | 74  | 41 | 33  | 85   | Fase de grupos de la Copa Libertadores 2020 |
| 3    | Cerro Porteño        | Cerro Porteño     | 44 | 24 | 8  | 12 | 90  | 53 | 37  | 80   | Segunda fase de la Copa Libertadores 2020   |
| 4    | Guaraní              | Guaraní           | 44 | 19 | 12 | 13 | 68  | 57 | 11  | 69   | Primera fase de la Copa Libertadores 2020   |
| 5    |                      | Sol de América    | 44 | 16 | 9  | 19 | 54  | 65 | -11 | 57   | Primera fase de la Copa Sudamericana 2020   |
| 6    | Nacional             | Nacional          | 44 | 12 | 16 | 16 | 48  | 54 | -6  | 52   | Primera fase de la Copa Sudamericana 2020   |
| 7    | River Plate          | River Plate       | 44 | 13 | 13 | 18 | 43  | 55 | -12 | 52   | Primera fase de la Copa Sudamericana 2020   |
| 8    |                      | Sportivo Luqueño  | 44 | 13 | 13 | 17 | 48  | 67 | -19 | 52   | Primera fase de la Copa Sudamericana 2020   |
| 9    | Sportivo San Lorenzo | San Lorenzo       | 44 | 13 | 10 | 21 | 56  | 73 | -17 | 49   |                                             |
| 10   |                      | Deportivo Capiatá | 44 | 11 | 14 | 19 | 42  | 70 | -28 | 47   |                                             |
| 11   |                      | General Díaz      | 44 | 9  | 14 | 21 | 48  | 75 | -27 | 41   |                                             |
| 12   | Deportivo Santaní    | Deportivo Santaní | 44 | 7  | 11 | 26 | 35  | 78 | -43 | 32   |                                             |

## Descenso de categoría

### Puntaje promedio
- Actualizado el 15 de diciembre de 2019.

El promedio de puntos de un equipo consiste en el cociente que se obtiene de la división de su puntaje acumulado en los torneos disputados en las últimas tres temporadas entre la cantidad de partidos que haya jugado durante ese período. Con base en dicho cálculo se determina cuáles son los equipos que descienden a Segunda División. En caso de igualdad en el puntaje para definir qué equipo va al descenso, se resuelve en un partido extra.

| Pos. | Equipo               | Equipo            | 2017 | 2018 | 2019 | Total | PJ  | Prom. | Descenso                                 |
| ---- | -------------------- | ----------------- | ---- | ---- | ---- | ----- | --- | ----- | ---------------------------------------- |
| 1    | Olimpia              | Olimpia           | 78   | 102  | 108  | 288   | 132 | 2,181 |                                          |
| 2    | Cerro Porteño        | Cerro Porteño     | 80   | 82   | 80   | 242   | 132 | 1,833 |                                          |
| 3    | Libertad             | Libertad          | 75   | 76   | 85   | 236   | 132 | 1,787 |                                          |
| 4    | Guaraní              | Guaraní           | 85   | 48   | 69   | 202   | 132 | 1,530 |                                          |
| 5    |                      | Sol de América    | 62   | 63   | 57   | 182   | 132 | 1,378 |                                          |
| 6    | Nacional             | Nacional          | 50   | 65   | 52   | 167   | 132 | 1,265 |                                          |
| 7    | River Plate          | River Plate       | -    | -    | 52   | 52    | 44  | 1,181 |                                          |
| 8    |                      | Sportivo Luqueño  | 50   | 46   | 52   | 148   | 132 | 1,121 |                                          |
| 9    |                      | General Díaz      | 60   | 46   | 41   | 147   | 132 | 1,113 |                                          |
| 10   | Sportivo San Lorenzo | San Lorenzo       | -    | -    | 49   | 49    | 44  | 1,113 |                                          |
| 11   |                      | Deportivo Capiatá | 50   | 45   | 47   | 142   | 132 | 1,075 | Descenso a Intermedia (Segunda División) |
| 12   | Deportivo Santaní    | Deportivo Santaní | -    | 50   | 32   | 82    | 88  | 0,931 | Descenso a Intermedia (Segunda División) |

- Fuente: Tigo Sports.[7]